# The Feminist Art Journal
The Feminist Art Journal est un magazine américain, publié trimestriellement de 1972 à 1977, devenue l’une des premières revues couvrant l'art féministe.

## Histoire
The Feminist Art Journal est créé en 1972 à New York par plusieurs femmes impliquées dans le mouvement artistique féministe américain, dont Cindy Nemser, Patricia Mainardi et Irene Moss . Elles étaient auparavant membres de l'équipe de Women and Art, une publication financée par les Redstocking Artists. Women and Art avait pour objectif de couvrir des sujets liés au mouvement artistique féminin, mais un seul numéro a été publié en raison de disputes internes au sein du personnel,.
Les trois rédactrices fondent The Feminist Art Journal avec trois objectifs affirmés, soit être la voix des femmes artistes dans le monde de l'art, améliorer le statut de toutes les femmes artistes, et dénoncer l'exploitation et les discriminations sexistes.
En 1972, Cindy Nemser devient l'unique rédactrice en chef du journal, avant d’être assistée par son mari dès 1975, en qualité de corédacteur. La majorité des articles écrits dans The Feminist Art Journal sont rédigés par des femmes. Parmi les principaux collaborateurs de la revue figurent Faith Ringgold, Marcia Tucker, Howardena Pindell et Faith Bromberg,.

## Ligne éditoriale
Au cours de ses cinq années d'existence, le Feminist Art Journal publie des entretiens avec des artistes féminines de premier plan, ainsi que des articles de création littéraire et des essais sur l'histoire de l'art afin de maintenir la diversité du contenu. Les artistes présentées travaillent dans tous les domaines et plus de vingt profils historiques de figures féminines de l'art ont été publiés.
Les articles comprennent à la fois une critique moderne positive de l'œuvre de l'artiste et une section biographique expliquant pourquoi l'artiste doit être mise en avant. Le Feminist Art Journal a également été utilisé afin de dénoncer la discrimination sexuelle dans le monde de l'art,.
Dans les deux premières éditions du Feminist Art Journal, une rubrique intitulée "Male Chauvinist Exposé" est présentée dans le média. Des personnes individuelles et des institutions, allant des journaux aux musées en passant par les universités, ont été dénoncées pour leur langage et leurs comportements sexistes.
Au fil du temps, les exposés de la publication sont devenus moins nombreux et se sont concentrés sur les artistes féminines vivantes. Les interviews menées par le média couvrent l'enfance de l'artiste, sa carrière, son éducation, ses influences, l'équilibre entre la charge mentale féminine et sa carrière, et les liens et relations avec des artistes masculins.